# Украинцы в Бельгии

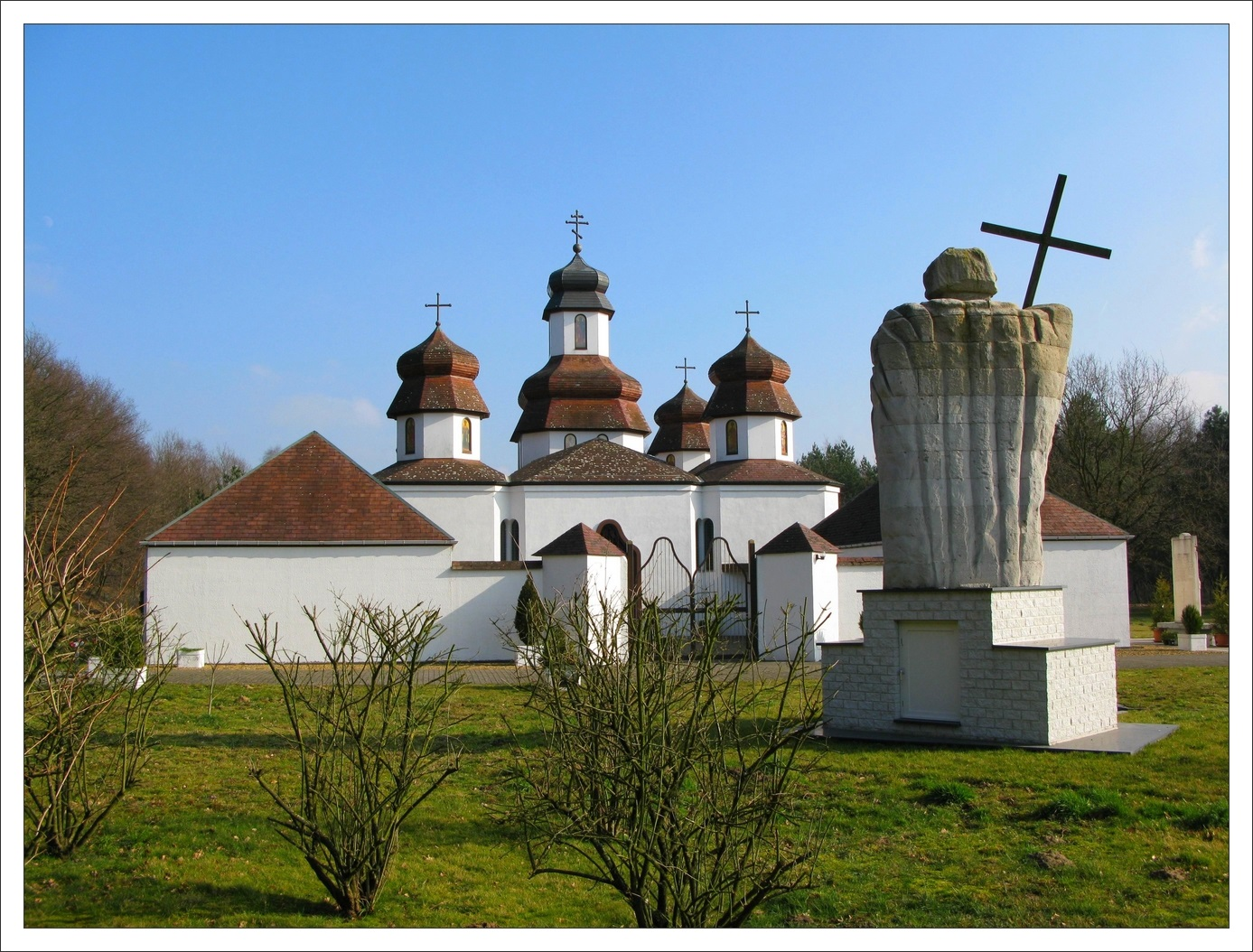
Украинская православная церковь (УАПЦ) в Бельгии, г. Генк.

Украи́нцы в Бе́льгии (укр. Українці у Бельгії) — национальное меньшинство украинцев, которое находится в Бельгии. В настоящее время в Бельгии официально проживает минимум 65 000 украинцев (с февраля 2022 года), часть которых составляет «старая диаспора», которая переселилась в Бельгию после окончания Второй Мировой войны. Большинство из них живут в городах Генк, Льеж и Брюссель. Заняты преимущественно в различных отраслях экономики и сферы обслуживания.

## История
Украинская диаспора в Бельгии не имеет заметного влияния на экономическую и политическую жизнь страны. В то же время за 70 лет проживания в Бельгии украинскими общественными организациями и объединениями накоплен немалый опыт общественно-общественной и культурно-образовательной деятельности, направленной на воспитание украинской культуры, обычаев и традиций, сохранение национальной самобытности и этнической идентичности. В 1947-49 годы создан Украинский комитет помощи (УДК), который имел 26 филиалов с четырьмя тысячами членов, более 10 хоров, танцевальных и драматических кружков. Значительное влияние на воспитание молодежи в украинском духе имели Бельгийско-украинский хор имени Тараса Шевченко, музыкально-вокальный ансамбль «Явор», танцевальная группа «Полтава» из провинции Лимбург, которые получили известность не только в Бельгии, но и во Франции, Германии, Люксембурге, Австрии, где они неоднократно выступали с концертами.

## Религиозная жизнь
В конце 1970-х годов украинские организации начали сворачивать свою деятельность. Это было прежде всего связано со сменой поколений. Лучше сохранились религиозные организации, поскольку священники отличались большой активностью и стремились сплотить украинцев вокруг церкви.
Православная община УАПЦ в городе Генк была открыта в 1948 году. Возведенная в 1988 году православная церковь Святого Архистратига Михаила в Генке стала главным центром празднования и празднования в Западной Европе тысячелетнего юбилея крещения Киевской Руси. Построенная на средства украинского общества церковь в городе Генк стала не только местом религиозных служб Украинской, но и центром сохранения и пропаганды культуры, истории, традиций и обычаев украинского народа.
Вторым заметным духовным центром украинской общины в этом городе есть греко-католический приход Иоанна Крестителя. Обе украинские церкви являются архитектурными украшениями города Генк. Они занесены во многие туристические справочники, эти культурно-религиозные центры охотно посещают официальные делегации, группы иностранных туристов, гости города.

## Общественная деятельность
Активную общественную деятельность в настоящее время осуществляют такие организационные институты, как Украинский комитет помощи, Объединение украинок Бельгии (ОУБ), Союз Украинцев в Бельгии (СБ) и Союз украинской молодежи в Бельгии (СУМ). Деятельность указанных малочисленных объединений и организаций координируется Главным советом украинских общественных организаций Бельгии, которую на протяжении многих лет возглавляет Емельян Коваль. Он же является председателем УДК.